# Carl Haag
Pour les articles homonymes, voir Haag.
Carl Haag né le 20 avril 1820 à Erlangen et mort le 24 janvier 1915 à Oberwesel est un peintre bavarois naturalisé britannique.

## Biographie
Peintre de la cour du duché de Saxe-Cobourg et Gotha et grand voyageur, Carl Haag se fit une réputation par ses peintures orientalistes minutieuses et élaborées.

Œuvres de
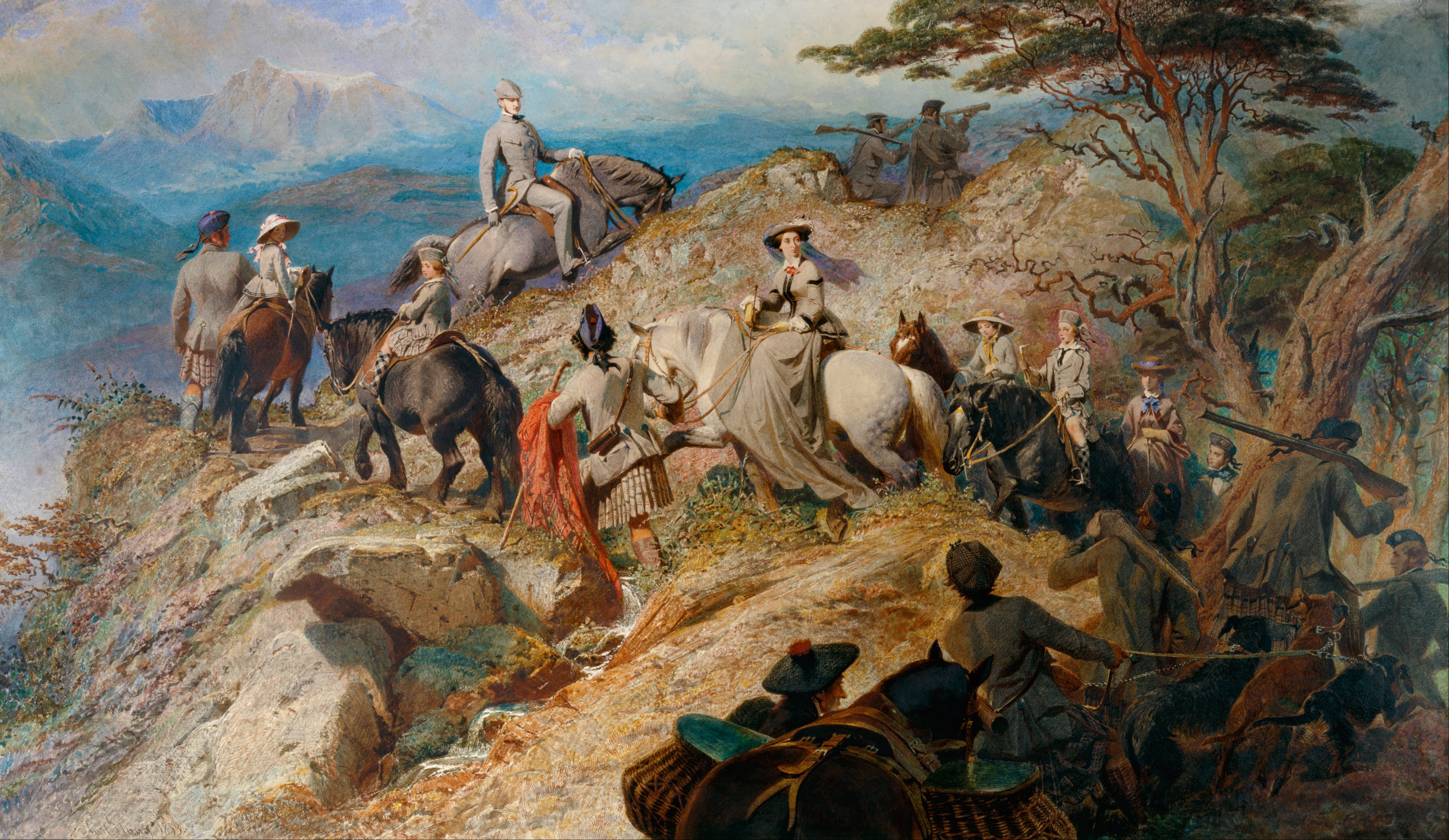
Matin dans les Highlands : la famille royale remontant Lochnagar (1853), Londres, Royal Collection.
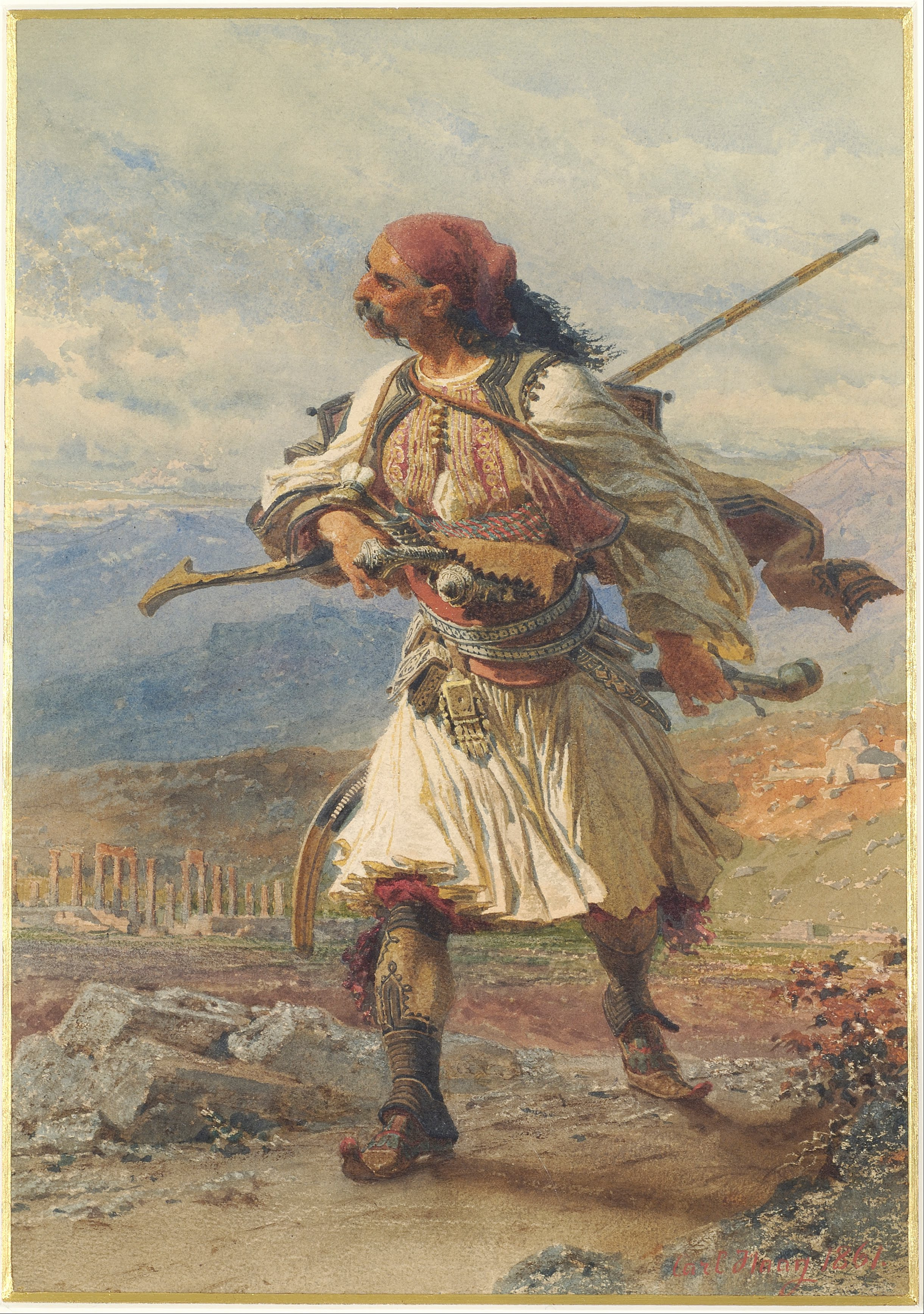
Guerrier grec (1861), Athènes, musée Benaki.